# Deux Flics pour une bique
Pour plus de détails, voir Fiche technique et Distribution.
Deux Flics pour une bique (Cabras da Peste) est un film brésilien, sorti en 2021.

## Fiche technique
- Titre original : Cabras da Peste
- Titre français : Deux Flics pour une bique
- Réalisation : Vitor Brandt
- Scénario : Vitor Brandt et Denis Nielsen
- Pays d'origine : Brésil
- Format : Couleurs - Dolby Digital
- Genre : comédie
- Durée : 97 minutes
- Date de sortie : 2021

## Distribution
- Matheus Nachtergaele : Trindade
- Edmilson Filho : Bruceuilis
- Letícia Lima : Priscila
- Leandro Ramos : Raul
- Evelyn Castro : Josimara
- Valéria Vitoriano : Vitória Regina
- Juliano Cazarré (en) : Caique